# Płyta MDF

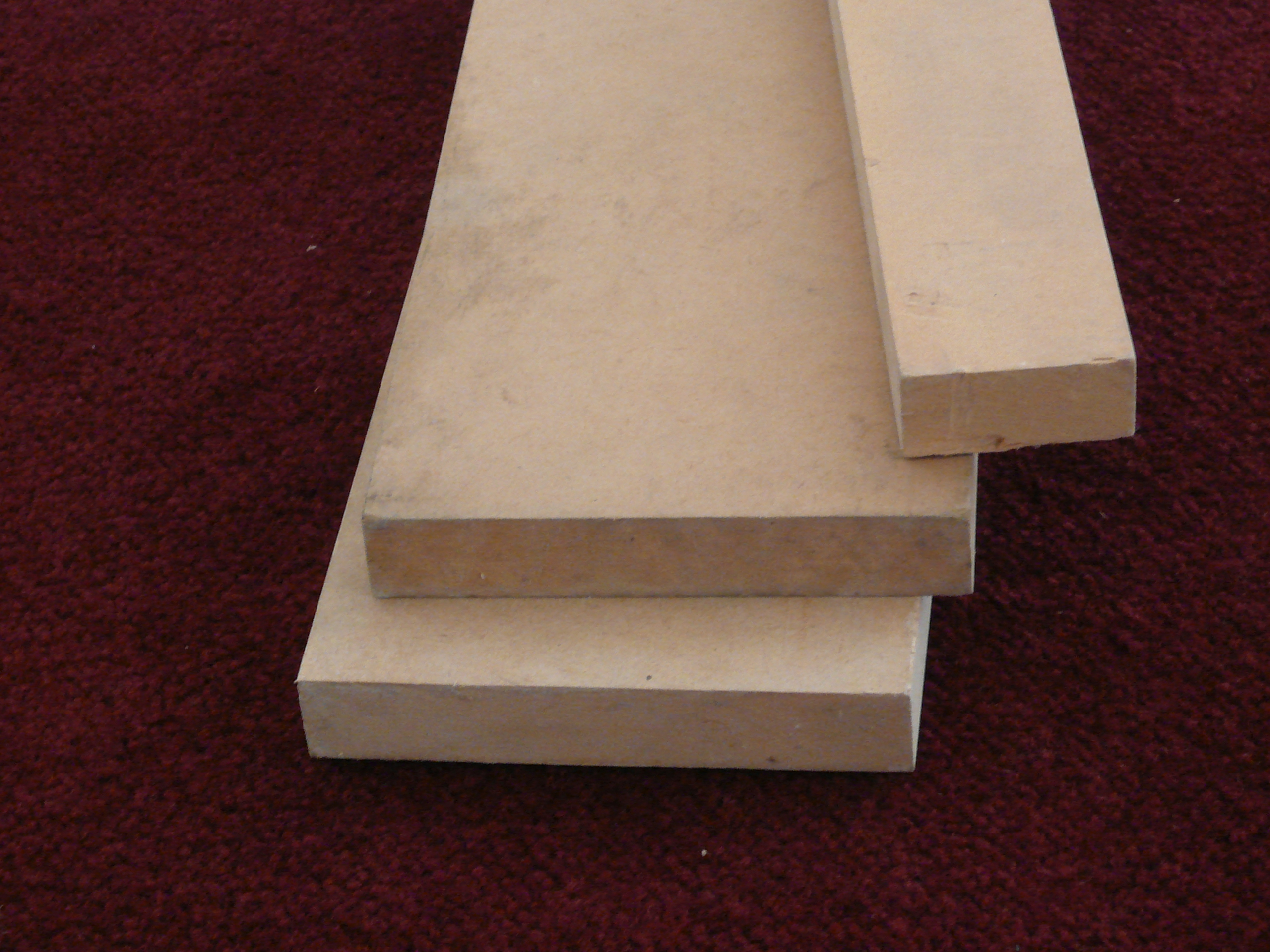
Surowa płyta MDF

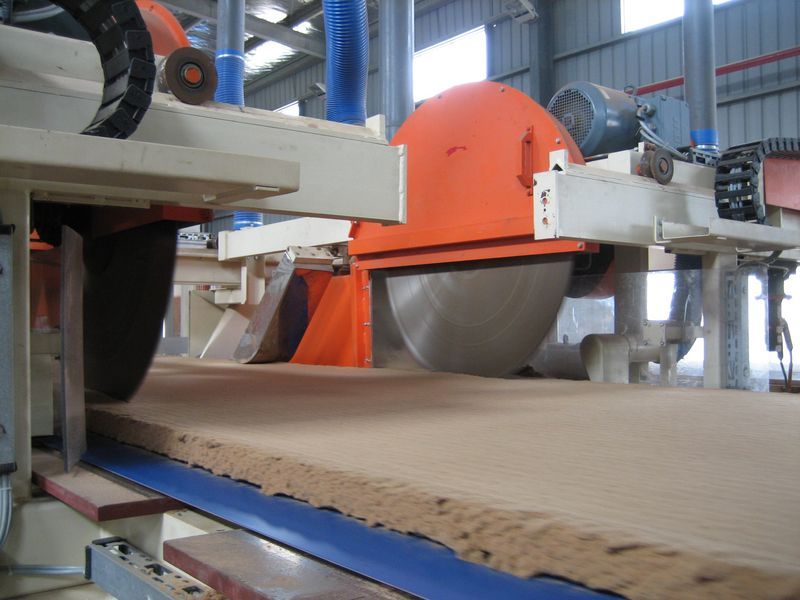
Przycinanie maty włókna na szerokość płyty brutto.

MDF (ang. medium-density fibreboard) – płyta pilśniowa średniej gęstości z włókien drzewnych. Jest podstawowym materiałem do produkcji mebli oraz artykułów wykończenia wnętrz takich jak listwy ozdobne, panele ścienne itp. Produkcję płyt MDF na masową skalę rozpoczęto w Europie i Ameryce Północnej w latach 80. XX w.
Nazwa MDF pochodzi od gęstości płyty pilśniowej, która wynosi od 500 kg/m³ do 1000 kg/m³. Subiektywna gęstość płyty zależy od gęstości włókien, które były użyte do jej wytworzenia. Cienka płyta MDF o gęstości powyżej 850 kg/m³ może być już uważana za HDF.

## Zalety płyty MDF
- doskonałe podłoże dla fornirów, folii 3D, papierów dekoracyjnych melaminowanych
- izotropowa (jej właściwości są takie same we wszystkich kierunkach), nie ma tendencji do podziału
- elastyczna, może być zakrzywiana
- łatwa w kształtowaniu, daje się łatwo frezować
- dzięki odpowiednim dodatkom może mieć różne właściwości (np. wilgocioodporna, niezapalna, barwiona w całym przekroju itd.)
- dostępna w wielu grubościach i formatach
- łatwa do wykończenia (np. farbą).

## Wady płyty MDF
- niskiej jakości płyta MDF może puchnąć i łamać się
- tępi ostrza narzędzi szybciej niż wiele odmian drewna
- wprowadzanie wkrętów w krawędź płyty generalnie spowoduje efekt podobny do rozwarstwienia
- podlega znacznemu skurczowi w środowisku o małej wilgotności
- różna chłonność lakieru na krawędzi i powierzchni, wymaga gruntowania na powierzchniach poprzecznych
- malowanie farbami lateksowymi jest trudne ze względu na szybkie wchłanianie wody.